# Sitala mazumbaiensis
Sitala mazumbaiensis é uma espécie de gastrópode da família Helicarionidae.
É endémica da Tanzânia.